# 蒙若韦
蒙若韦（法語：Montjovet，法語發音：[mɔ̃ʒɔvɛ]）是意大利瓦莱达奥斯塔大区的一个市镇。总面积18平方公里，人口1860人，人口密度103.3人/平方公里（2009年）。ISTAT代码为007043。